# Carolina (Santa Maria)
Carolina és un barri de la ciutat brasilera de Santa Maria, Rio Grande do Sul. El barri està situat al districte de Sede.

## Villas
El barri amb les següents villas: Carolina, Vila Carolina i Vila Valdemar Rodrigues.

## Galeria de fotos
| Salgado Filho Divina Providência | Salgado Filho            | Nossa Senhora do Perpétuo Socorro                          |
| Divina Providência               |                          | Nossa Senhora do Perpétuo Socorro Nossa Senhora do Rosário |
| Divina Providência               | Nossa Senhora do Rosário | Nossa Senhora do Rosário                                   |